# George Mathews
George Mathews (Condado de Augusta, 30 de agosto de 1739-Augusta, 30 de agosto de 1812) fue un colono de los Estados Unidos, comerciante y pionero de Virginia y Georgia occidental. Sirvió en el Ejército Continental durante la Guerra de Independencia y más tarde se instaló en Georgia. Fue el 20.º gobernador de Georgia, y estuvo durante un mandato en la Cámara de Representantes de Estados Unidos, en representación de ese Estado; así mismo, lideró una expedición de filibusteros para capturar Florida para los Estados Unidos.

## Juventud
George era hijo de John y Ann (Archer) Mathews el 30 de agosto de 1739 en el Condado de Augusta, Virginia. Su padre fue un inmigrante irlandés del Ulster que llevó a su joven familia a la frontera de Virginia. El joven George ayudó a ampliar la empresa familiar. Entró en el negocio con su hermano mayor, Sampson, y adquirieron una propiedad al Oeste en el Distrito de Greenbrier. Sus intereses comerciales y mercantiles se extendieron a ultramar.
George se alistó en la milicia y fue muy activo en asuntos civiles. Fue párroco, capitán en la milicia y sheriff del condado de Augusta. Se ganó una reputación militar liderando su compañía en la Batalla de Point Pleasant contra la tribu de los shawnee durante la Guerra de Lord Dunmore in 1774. En 1775 fue elegido a la Cámara de Burgueses de la Asamblea General de Virginia, pero esta fue disuelta por el gobernador John Murray antes de que se convocara la próxima legislatura.

## Guerra de Independencia
Mathews fue nombrado coronel del 9.º Regimiento de Virginia a principios de 1777. Se unieron al Ejército continental en el norte donde encontraron fuertes reveses. En la Batalla de Germantown el 4 de octubre de 1777, su regimiento fue totalmente aniquilado. Él mismo fue un prisionero de guerra, primero en Filadelfia. Cuando el Ejército Británico se retiró de allí, lo trasladaron a un buque prisión anclado en el puerto de Nueva York.
En 1779 le concedieron la libertad condicional y se le permitió vivir en la ciudad. Escribió al gobernador Thomas Jefferson y al Congreso Continental donde demandaba un intercambio de prisioneros, pero ello no era posible por desacuerdos en las altas esferas. Finalmente accedieron al intercambio en 1781 pero solo pudo regresar a la acción militar en la Batalla de Yorktown.
Mathews fue ascendido a comandante del 12.º Regimiento de Virginia, pero era solo nominal pues su regimiento cayó prisionero desde la caída de Charleston en mayo de 1780. Se dirigió hacia el sur a la búsqueda de cualquier regimiento en las labores de limpieza en Carolina del Sur y Georgia.

## Vida en Georgia
Mathews estaba impresionado con lo que vio como oportunidades en la frontera de Georgia. Al licenciarse del servicio en 1783 compró tierras en el Condado de Wilkes. Aumentó sus propiedades con las concesiones de tierras por los servicios prestados durante la Guerra de Independencia. Vendió sus propiedades en Virginia y se fue allí con su familia a una cabaña. Más tarde compró una casa más grande donde se mudó con su mujer Polly y sus hijos: John, Charles Lewis, George, William, Ann, Jane, Margaret, y Rebecca.
George animó a otras familias de Virginia a que se asentaran en la zona. Llegó a ser el juez del condado de Wilkes y notario de la ciudad de Washington en Georgia. En 1787 ganó las elecciones como candidato a la Asamblea General de Georgia. Su comportamiento y experiencia militar le ganaron el respeto de los demás miembros y le nombraron Gobernador ese mismo año. Asistió la convención estatal donde se ratificó la Constitución. Fue elegido a la Cámara de Representantes en 1789 pero estuvo solo un mandato.
La carrera política de Mathew dio su primer tropiezo. Su afiliación al Partido Federalista y su participación en la especulación de tierras hizo que perdiera las elecciones al Senado en 1792. En 1793 logró de nuevo el consenso y fue reelegido Gobernador.
Su segundo mandato tuvo mucho menos éxito que el primero. No consiguió el apoyo federal ni fondos de la Asamblea para sus planes de construir fuertes a lo largo de la frontera que les protegiera de los continuos ataques de los creek. Frustrado, Mathews se dirigió de nuevo a los especuladores de tierras en un esfuerzo para mantener su popularidad. Cuando se destapó el Escándalo de las tierras Yazoo en el Este, su carrera llegó a su fin. James Jackson dimitió como senador de los Estados Unidos y lo reemplazó como Gobernador en las elecciones de 1796.

## Madurez
Mathews empezó de nuevo en el Territorio de Misisipi. Polly había muerto y volvió a casarse con una viuda, Mary (Fairchild) (Lewis) Carpenter (viuda de Richard Carpenter, 1729-1788), que tenía tierras allí. Unos años más tarde volvió a la política, primero como esía para el presidente de los EE. UU. James Madison que había concebido la guerra Patriota, un plan para anexarse la Florida Oriental que por aquel entonces pertenecía a España. Los ingleses y demás europeos fueron abandonados por Gran Bretaña después de la Guerra de Independencia. Fue la mente de la rebelión en San Agustín y lideró las tropas para hacer esta anexión realidad.
Pero en Washington D. C., el congreso se alarmó ante la perspectiva de entrar en guerra contra España. Madison fue forzado a abandonar la misión sus esfuerzos cayeron en saco roto. Mathews decidió ir a Washington personalmente a hablar sobre el caso. Durante el camino enfermó y murió en Augusta el 30 de agosto de 1812 y está enterrado en el campo santo de St. Paul.